# Rue Montorgueil
La Rue Montorgueil es una calle situada en los distritos I y II de París, Francia.

## Situación y acceso

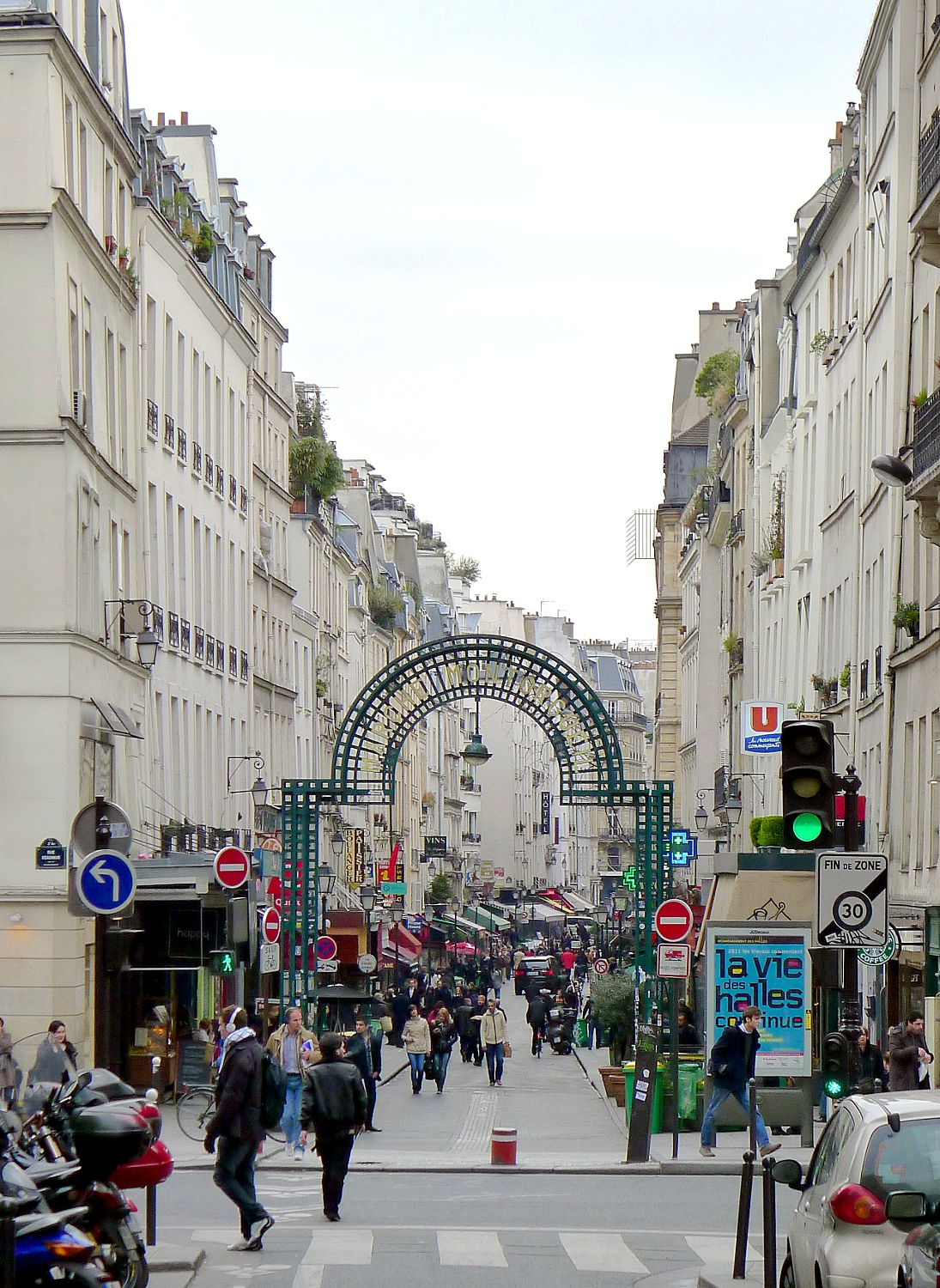
La Rue Montorgueil vista en dirección a Les Halles.

La Rue Montorgueil está orientada en dirección norte-sur; su parte sur se encuentra en el Distrito I y su parte norte en el II. Empieza al sur, detrás de la Iglesia de San Eustaquio, a la altura del 2 de la Rue Montmartre y el 124 de la Rue Rambuteau, y termina 360 metros al norte en el cruce del 1 de la Rue Léopold-Bellan y el 59 de la Rue Saint-Sauveur. La calle es el eje principal de una animada zona peatonal, que tiene numerosos comercios de alimentación y restaurantes. Da su nombre al barrio de Montorgueil, cuyo centro ocupa. Al norte, la Rue Montorgueil es prolongada por la Rue des Petits-Carreaux.
Además de estas calles, la Rue Montorgueil es atravesada por varias calles, que son, de sur a norte:
- Nº 36-38: Rue Mauconseil
- Nº 29-39 y 40-44: Rue Étienne-Marcel, que marca el límite entre los distritos I y II
- Nº 39-41 y 50-52: Rue Tiquetonne
- Nº 60-62: Rue Marie-Stuart
- Nº 57-59: Rue Mandar
- Nº 78-80: Rue Greneta
- Nº 63-67: Rue Bachaumont

La Rue Montorgueil es servida por la línea 3 del Metro de París a través de la estación Sentier y la línea 4 a través de las estaciones Les Halles y Étienne Marcel.

## Origen del nombre
La calle lleva desde el siglo XIII el nombre del mont Orgueilleux (vicus Montis Superbi) porque conducía a una altura, o una pequeña colina, cuya cima la ocupaba la Rue Beauregard.

## Historia

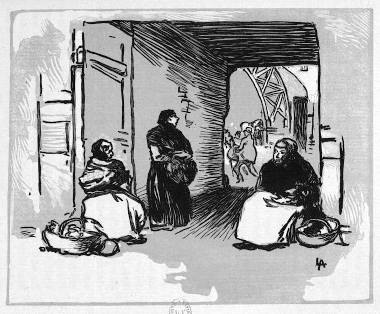
Marchandes au panier, rue Montorgueil, de Auguste Lepère, marzo de 1894.

En la Edad Media, esta calle servía como vertedero a cielo abierto para los parisinos. La acumulación de basuras terminó modificando el paisaje, dando a la calle un desnivel que actualmente ha desaparecido. En la década de 1820, en el momento de la reconstrucción de la iglesia de Notre-Dame-de-Bonne-Nouvelle de Paris, las excavaciones mostraron que la basura había alcanzado una altura de dieciséis metros.
La calle era también el lugar de llegada de los productos procedentes de los puertos del norte de Francia, en particular las ostras, cuyo mercado se encontraba en el emplazamiento de la Rue Étienne-Marcel. Esta práctica perdura, especialmente con el restaurante Au Rocher de Cancale (en el número 59 y posteriormente en el 78), mientras que la oficina de ventas de la Sociedad de las Ostras de Étretat y de Dieppe se encontraba en el número 61-63 y las de Fécamp eran vendidas en la Rue Tiquetonne. En el patio de la posada Le Compas d'or se encontraba un hangar de diligencias que partían hacia Dreux. Esta calle resulta de la fusión, en 1830, de la Rue Comtesse-d'Artois, entre la Rue Montmartre y la Rue Mauconseil, y la Rue Montorgueil, entre la Rue Mauconseil y la Rue Saint-Sauveur. En 1660, se instaló en la calle un establecimiento de religiosas de la Orden de la Visitación, que lo dejaron en 1673 para instalarse en la Rue du Bac.
En 1665, la sede del Journal des Savants se encontraba en esta calle, en una casa con el letrero del Cheval Blanc.
En 1817, la Rue Montorgueil empezaba en el cul-de-sac de la Bouteille y en el 44 de la Rue Mauconseil y terminaba en el 1 de la Rue du Cadran y en el 63 de la Rue Saint-Sauveur. Los números impares, del 55 al 69, estaban situados en el barrio Saint-Eustache del antiguo distrito III, los números del 71 al 77, en el barrio Montmartre del mismo distrito, y los números pares del 40 al 112 estaban situados en el barrio Montorgueil del antiguo distrito V.

## Lugares de interés
La Rue Montorgueil tiene los siguientes edificios destacables:
- Nº 15, 17 y 19: grupo de inmuebles del siglo XVIII.[7][8][9]
- Nº 38 y 40, Rue Mauconseil: restaurante L'Escargot Montorgueil.[10]
- Nº 51: inmueble del siglo XVIII que alberga, en la planta baja, la pastelería Stohrer, fundada en 1720.[11] Creadora del babà, esta antigua pastelería, célebre desde finales del siglo XIX, posee paneles decorativos de Paul Baudry.
- Nº 73 y 1, Rue Léopold-Bellan: edificio de esquina, de estilo rococó, construido entre 1743 y 1746 por Étienne Regnault;[7] en la esquina de estas calles hay un panel Histoire de Paris.
- Nº 78 y 73-75, Rue Greneta: restaurante Le Rocher de Cancale.[12]

Algunos edificios de la calle
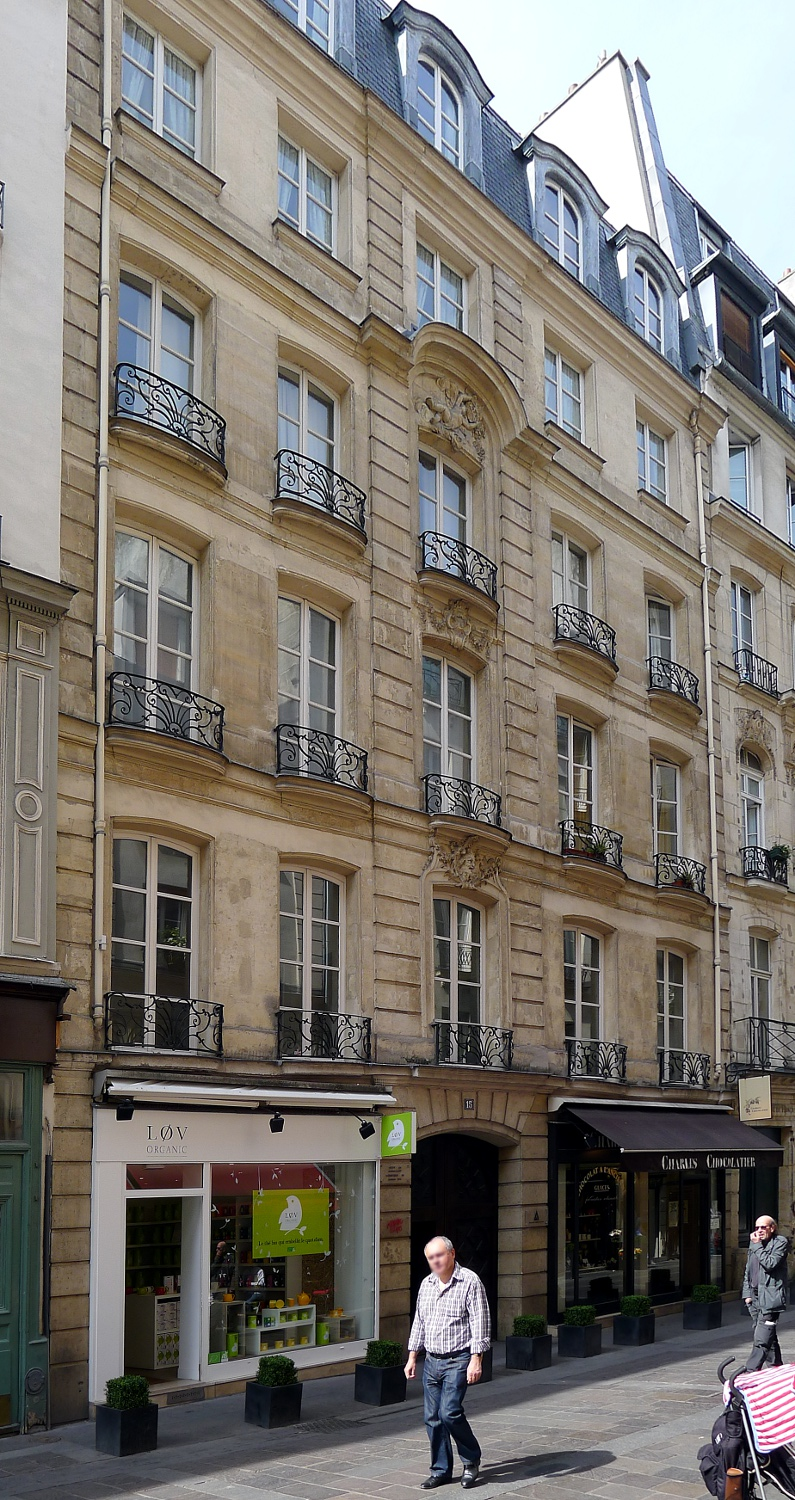
Número 15 (monument historique).
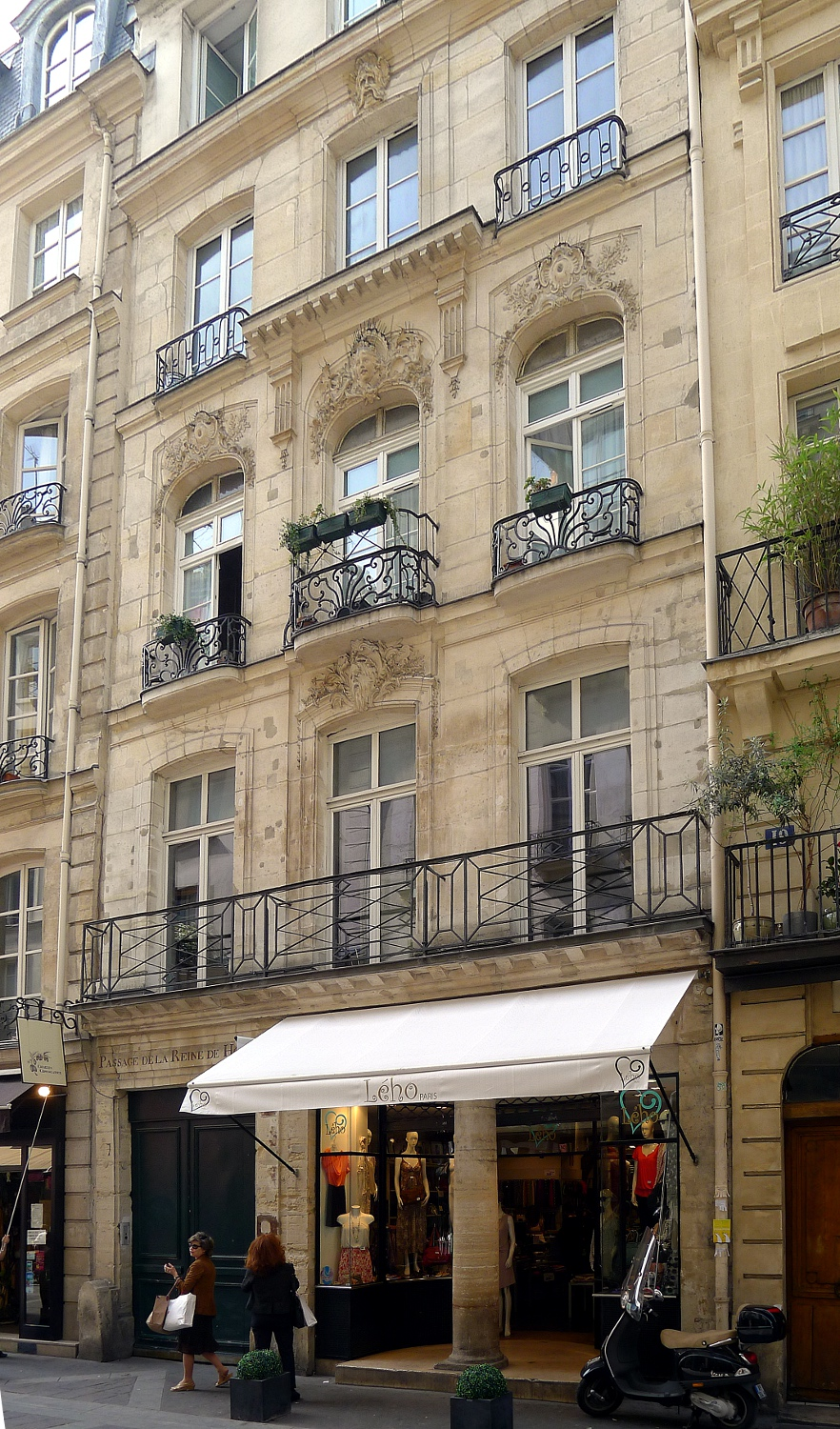
Número 17  (monument historique).
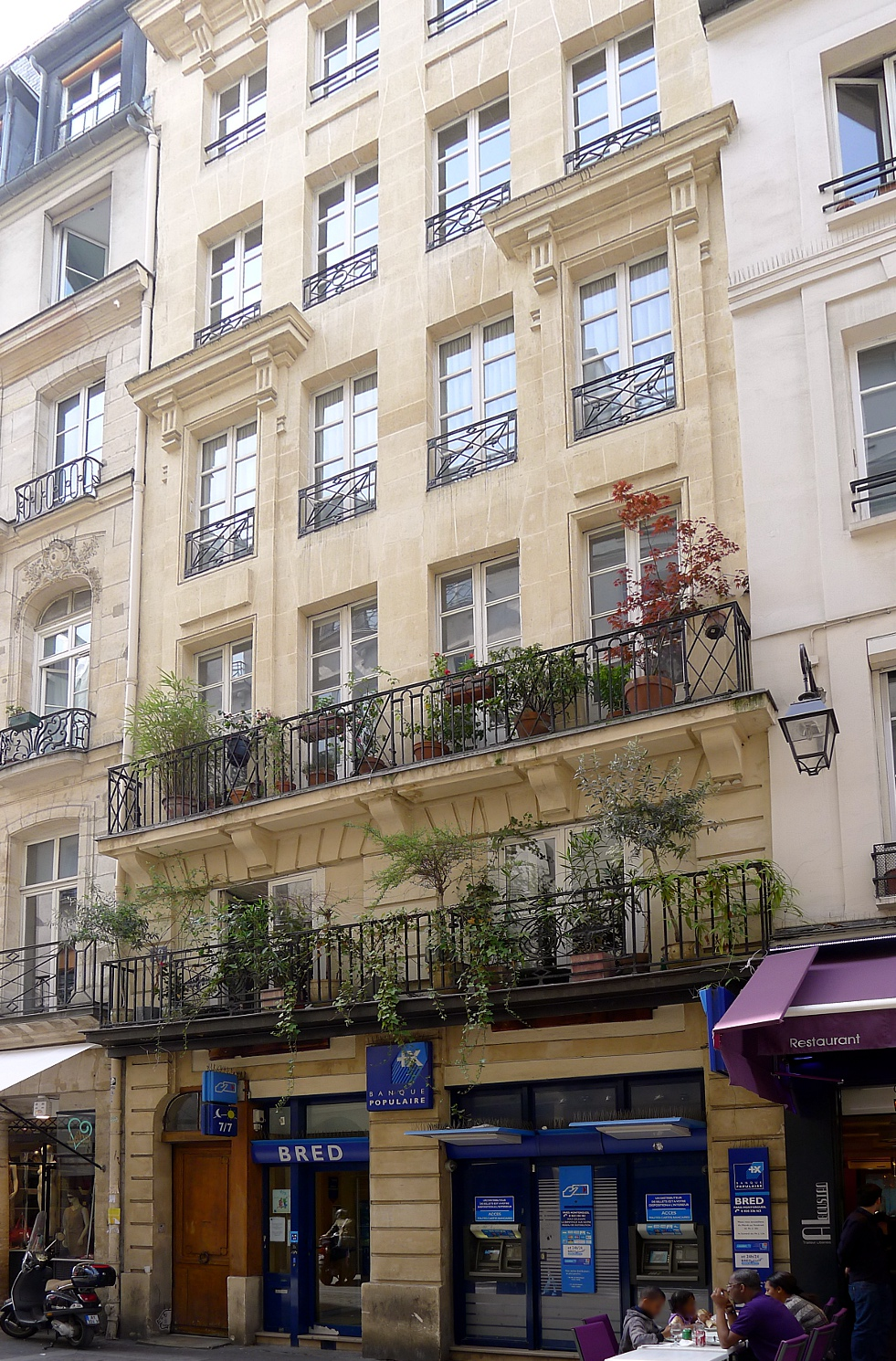
Número 19 (monument historique).
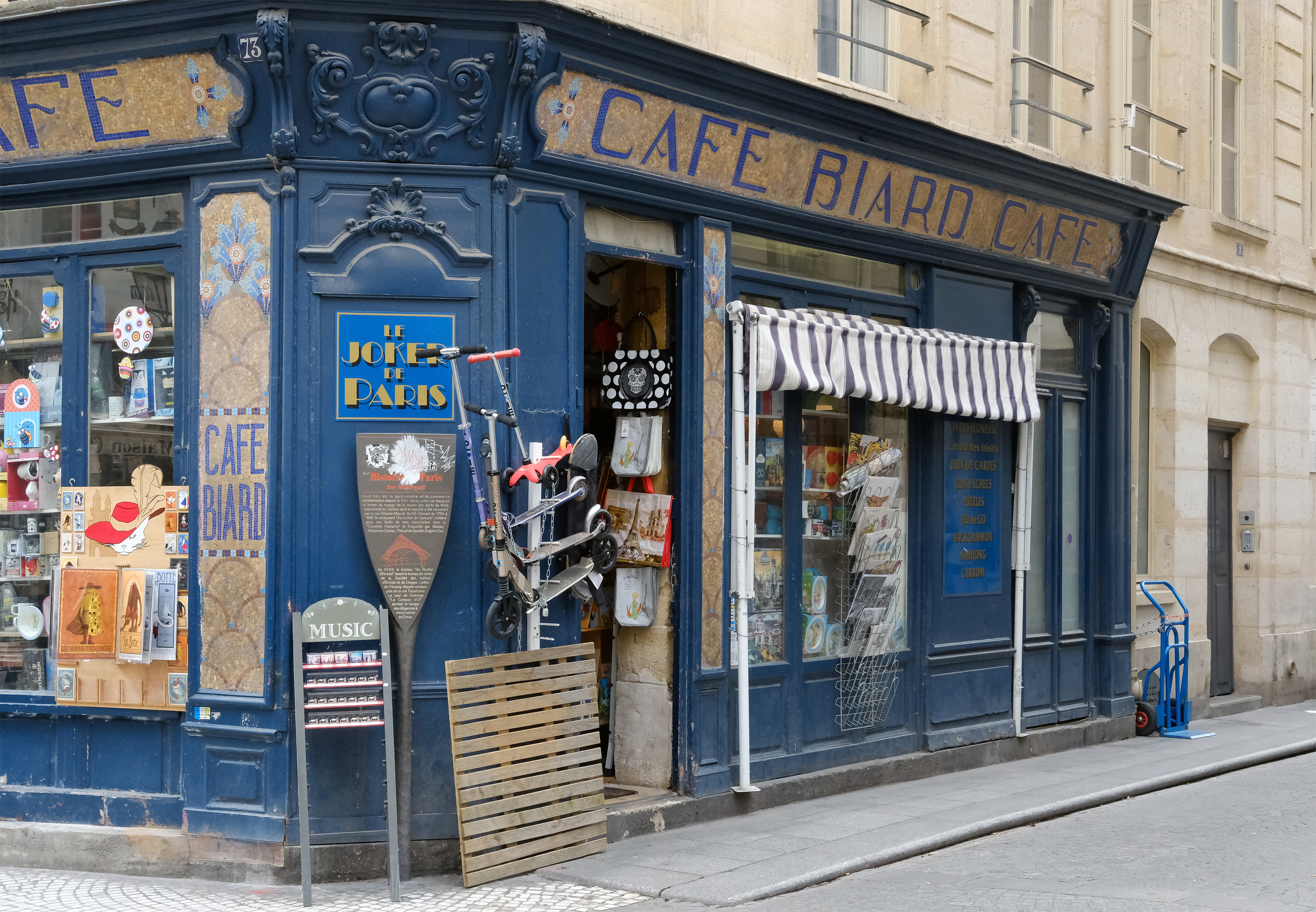
Número 73: panel Histoire de Paris.
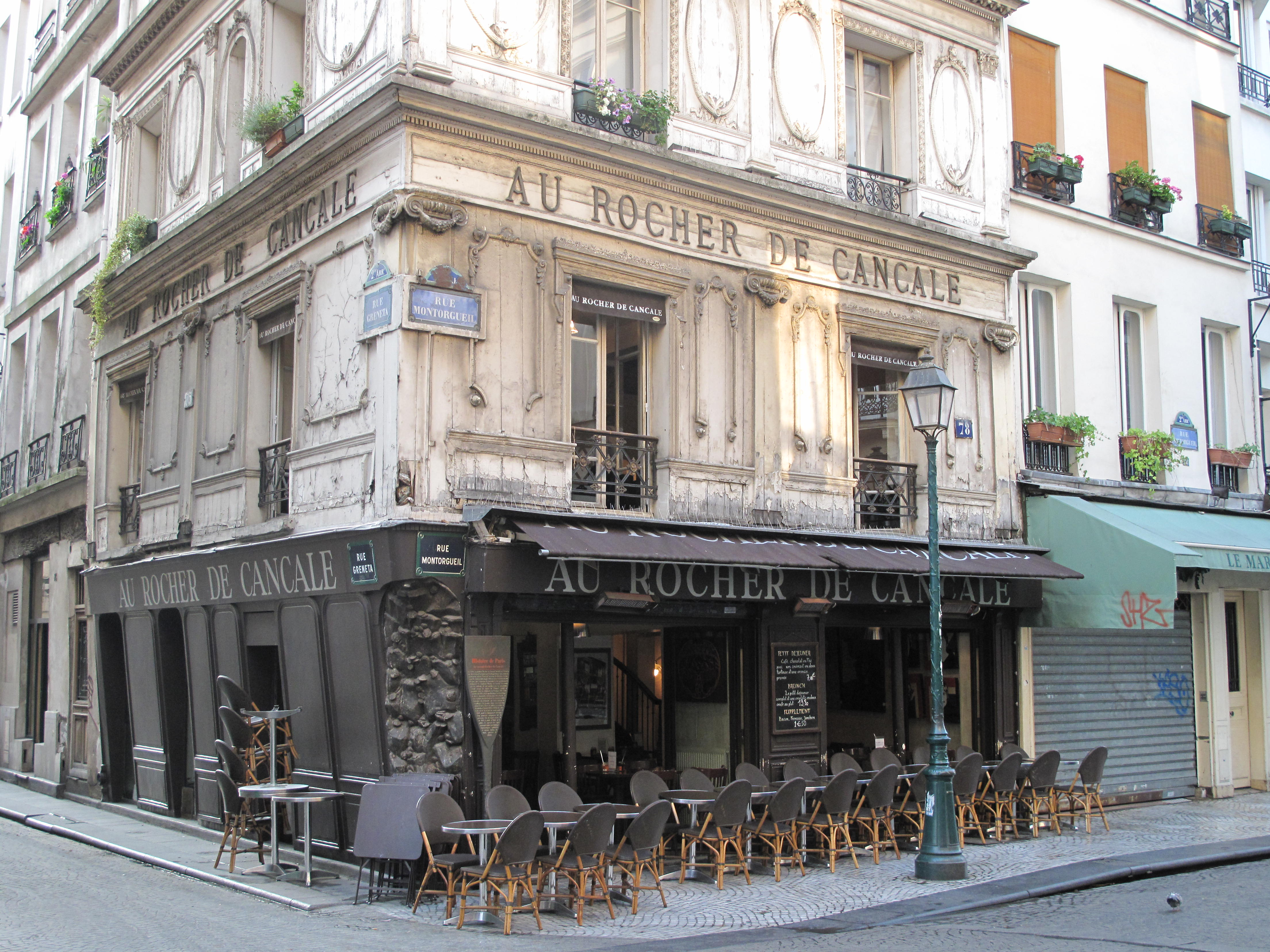
Número 78: Le Rocher de Cancale (monument historique).

## En el arte

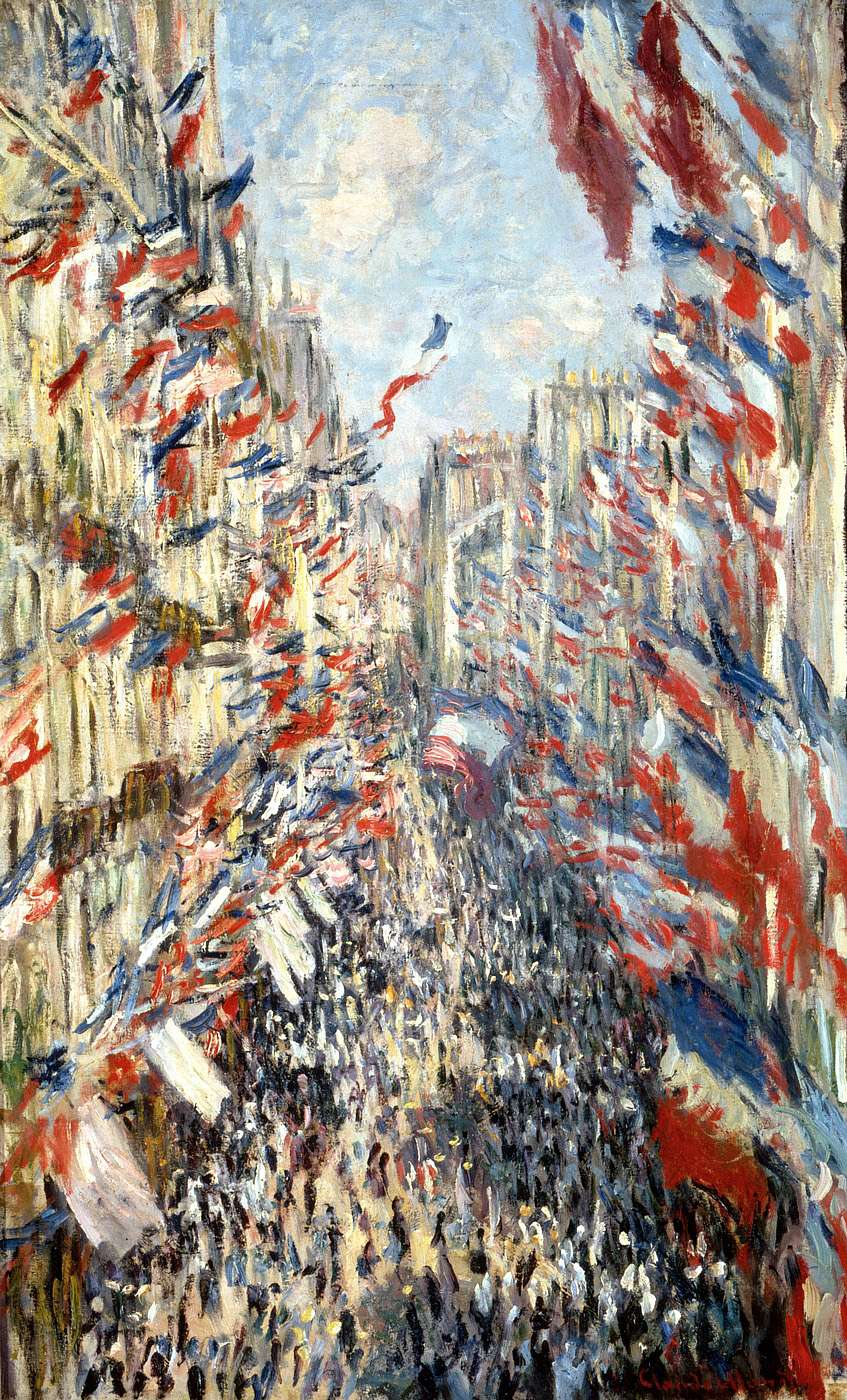
La Rue Montorgueil pintada por Claude Monet en 1878.

La Rue Montorgueil es un cuadro de Claude Monet, realizado por el pintor en 1878, que representa la calle, repleta de banderas francesas, en el día de la fiesta nacional y el día de clausura de la Exposición Universal, el 30 de junio de 1878.
En Los miserables de Victor Hugo, se dice:

À la fatigue, pour filer un câble, pour virer un cabestan, Jean Valjean valait quatre hommes. Il soulevait et soutenait parfois d’énormes poids sur son dos, et remplaçait dans l’occasion cet instrument qu’on appelle cric et qu’on appelait jadis orgueil, d’où a pris nom, soit dit en passant, la rue Montorgueil près des halles de Paris.
En el trabajo para tirar de un cable, para girar una cabria, Jean Valjean valía por cuatro hombres. Levantaba y sostenía enormes pesos sobre su espalda y sustituía, en algunas ocasiones, al instrumento llamado gato, que antiguamente se llamaba orgullo (orgueil), de donde tomó su nombre, dicho sea de paso, la Rue Montorgueil, cerca del mercado de París.

En octubre de 2014, se instaló una placa en el cruce de la Rue Bachaumont y la Rue Montorgueil para rendir homenaje a Bruno Lenoir, zapatero, y Jean Diot, trabajador doméstico, detenidos el 4 de enero de 1750 y quemados vivos en la Place de Grève el 6 de julio del mismo año por motivo de homosexualidad: se trata de la última ejecución por homosexualidad en Francia.